# Bouray-sur-Juine
Bouray-sur-Juine és un municipi francès, situat al departament de l'Essonne i a la regió de Illa de França. L'any 2007 tenia 1.926 habitants.
Forma part del cantó d'Arpajon, del districte d'Étampes i de la Comunitat de comunes Entre Juine et Renarde.

## Demografia

### Població
El 2007 la població de fet de Bouray-sur-Juine era de 1.926 persones. Hi havia 730 famílies, de les quals 166 eren unipersonals (77 homes vivint sols i 89 dones vivint soles), 230 parelles sense fills, 290 parelles amb fills i 44 famílies monoparentals amb fills.
La població ha evolucionat segons el següent gràfic:
Habitants censats

### Habitatges
El 2007 hi havia 807 habitatges, 747 eren l'habitatge principal de la família, 25 eren segones residències i 36 estaven desocupats. 714 eren cases i 93 eren apartaments. Dels 747 habitatges principals, 632 estaven ocupats pels seus propietaris, 102 estaven llogats i ocupats pels llogaters i 13 estaven cedits a títol gratuït; 18 tenien una cambra, 60 en tenien dues, 105 en tenien tres, 190 en tenien quatre i 373 en tenien cinc o més. 625 habitatges disposaven pel capbaix d'una plaça de pàrquing. A 294 habitatges hi havia un automòbil i a 401 n'hi havia dos o més.

### Piràmide de població
La piràmide de població per edats i sexe el 2009 era:
| Homes | Edats   | Dones |
| ----- | ------- | ----- |
| 4     | 95 o +  | 0     |
| 0     | 90 a 94 | 12    |
| 0     | 85 a 89 | 12    |
| 8     | 80 a 84 | 4     |
| 16    | 75 a 79 | 24    |
| 16    | 70 a 74 | 32    |
| 64    | 65 a 69 | 44    |
| 40    | 60 a 64 | 40    |
| 84    | 55 a 59 | 48    |
| 76    | 50 a 54 | 88    |
| 44    | 45 a 49 | 64    |
| 76    | 40 a 44 | 64    |
| 64    | 35 a 39 | 88    |
| 88    | 30 a 34 | 60    |
| 36    | 25 a 29 | 68    |
| 60    | 20 a 24 | 40    |
| 48    | 15 a 19 | 76    |
| 76    | 10 a 14 | 40    |
| 80    | 5 a 9   | 52    |
| 64    | 0 a 4   | 56    |

## Economia
El 2007 la població en edat de treballar era de 1.301 persones, 986 eren actives i 315 eren inactives. De les 986 persones actives 933 estaven ocupades (482 homes i 451 dones) i 52 estaven aturades (27 homes i 25 dones). De les 315 persones inactives 129 estaven jubilades, 117 estaven estudiant i 69 estaven classificades com a «altres inactius».

### Ingressos
El 2009 a Bouray-sur-Juine hi havia 740 unitats fiscals que integraven 1.925,5 persones, la mediana anual d'ingressos fiscals per persona era de 25.260 €.

### Activitats econòmiques
Dels 83 establiments que hi havia el 2007, 1 era d'una empresa alimentària, 2 d'empreses de fabricació d'altres productes industrials, 15 d'empreses de construcció, 16 d'empreses de comerç i reparació d'automòbils, 4 d'empreses de transport, 2 d'empreses d'hostatgeria i restauració, 4 d'empreses d'informació i comunicació, 2 d'empreses financeres, 3 d'empreses immobiliàries, 23 d'empreses de serveis, 7 d'entitats de l'administració pública i 4 d'empreses classificades com a «altres activitats de serveis».
Dels 20 establiments de servei als particulars que hi havia el 2009, 1 era una oficina de correu, 2 tallers de reparació d'automòbils i de material agrícola, 3 paletes, 2 guixaires pintors, 2 fusteries, 3 lampisteries, 1 electricista, 2 empreses de construcció, 1 perruqueria, 1 restaurant i 2 agències immobiliàries.
Dels 6 establiments comercials que hi havia el 2009, 1 era una botiga de més de 120 m², 1 una botiga de menys de 120 m², 1 una fleca, 1 una botiga d'electrodomèstics, 1 una botiga de material de revestiment de parets i terra i 1 una joieria.
L'any 2000 a Bouray-sur-Juine hi havia 6 explotacions agrícoles.

## Equipaments sanitaris i escolars
L'únic equipament sanitari que hi havia el 2009 era una farmàcia.
El 2009 hi havia 1 escola maternal i 1 escola elemental.

## Poblacions properes
El següent diagrama mostra les poblacions més properes.